# Cornelius van Oyen
Cornelius van Oyen, né le 28 novembre 1886 à Brandebourg-sur-la-Havel et mort le 19 janvier 1954 à Berlin, est un tireur sportif allemand.

## Palmarès

### Jeux olympiques
- 1936 à Berlin
  -  Médaille d'or en pistolet feu rapide 25m [1]